# 큰꼬치고기
큰꼬치고기(학명: Sphyraena barracuda)는 꼬치고기과에 속하는 대형 어종으로, 열대 기후가 나타나는 대서양 해안과 원양에 분포한다. 최대 몸길이는 2.4m까지 자라며, 바다 생태계에서 포식자 역할을 맡고 있다. 특히 산호초 부근을 매우 선호한다.

## 분포 및 서식지
큰꼬치고기는 열대에서 온난한 온대 수역, 인도양, 태평양, 대서양의 아열대 지역, 맹그로브 지역에서 깊은 암초에 이르기까지 수심 110m의 하한선에 걸쳐 분포한다. 플로리다에서 개체수가 감소하고 있는 것으로 보고되고 있으며, 플로리다 어류 및 야생동물 보호 위원회는 어획량 제한을 부과하는 것을 고려하고 있다.

## 세부사항

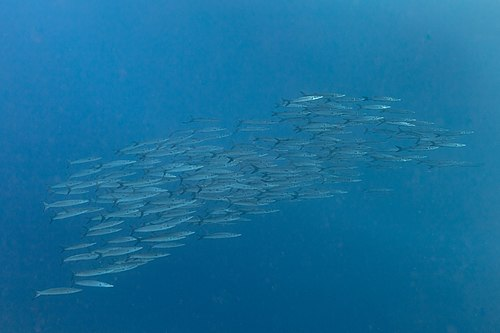
홍해에 유영중인 바라쿠다 무리

큰꼬치고기는 큰 물고기이며, 꼬치고기 중 가장 큰 물고기 중 하나이다. 성숙한 개체의 몸길이는 보통 약 60–100 cm이고 몸무게는 2.5–9.0 kg이다. 예외적으로 큰 표본은 길이 1.5m(4.9ft), 무게 23kg(51lb)을 초과할 수 있다. 낚시대로 잡힌 기록적인 크기의 표본은 무게가 46.72kg(103.0lb)이고 길이가 1.7m(5.6ft)인 반면, 더 긴 표본은 2m(6.6ft)였다. 가장 거대한 큰꼬치고기의 크기는 3m(9.8ft)였다.
큰꼬치고기는 위는 청회색, 아래는 은백색, 아래는 연회색으로 변한다. 때때로, 그것의 위쪽에는 검은 점들이 있고, 각각의 아래쪽에는 검은 점들이 있다. 두 번째 등지느러미와 항문 및 꼬리지느러미는 짙은 보라색부터 끝이 흰색인 검은색까지 다양하다.
일반적으로, 큰꼬치고기는 길쭉한 몸과 강력한 턱을 가진 물고기이다. 큰 입의 아래턱은 위쪽을 넘어서 돌출되어 있다. 바라쿠다는 크기가 같지 않고 턱과 입천장에 송곳니 같은 이빨을 가지고 있다. 머리는 상당히 크고 뾰족하며 겉모습은 송곳처럼 생겼다. 아가미 덮개는 가시가 없고 작은 비늘로 덮여 있다. 두 개의 등지느러미는 널리 분리되어 있는데, 첫 번째 지느러미는 5개의 가시가 있고 두 번째 지느러미는 1개의 척추와 9개의 연조를 가지고 있다. 두 번째 등지느러미는 크기가 뒷지느러미와 같고 그 위에 다소 위치해 있다. 측면 라인은 돌출되어 있으며 머리에서 꼬리까지 직선으로 뻗어 있다. 등지느러미는 골반 위에 위치한다. 꼬리지느러미의 뒷쪽 끝은 갈라지거나 오목하며, 튼튼한 다리 끝에 자리잡고 있다. 가슴지느러미는 측면 아래에 위치한다. 큰꼬치고기는 큰 수영 방선체를 가지고 있다.

## 행동과 생태

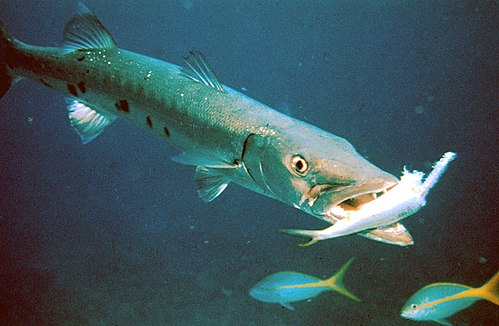
사냥하는 큰꼬치고기

큰꼬치고기는 외해에 나타난다. 그들은 탐욕스러운 포식자이고 매복으로 사냥을 한다. 그들은 사냥감을 압도하기 위해 지구력을 포기하고,43km/h(27mph)의 놀라운 속도의 순간 가속에 의존하여 사냥한다. 큰꼬치고기는 보통 혼자 사는 습관을 가지고 있지만 유체와 아성체들이 종종 떼를 지어 모인다.큰꼬치고기는 최대 14살까지 자랄 수 있다. 산란기는 4월부터 10월까지이다. 암컷은 약 5,000에서 30,000개의 알을 낳을 수 있다. 암초의 최상위 포식자인 그들의 먹이는 보통 물고기, 두족류, 그리고 때때로 새우로 구성되어 있다. 큰꼬치고기는 배가 부를 때에는 연안에서 사냥감인 물고기 무리를 지키면서 다음 사냥을 준비할 때까지 기다릴 수도 있다.

## 인간과의 관계
바라쿠다는 스캐빈져이고, 인간을 큰 포식자로 착각할 수도 있다. 그래서 사람이 음식을 남기길 기대하며 사람을 따라갈수 있다.수영하는 사람들이 큰꼬치고기에 물리는 것으로 보고되었지만, 그런 사고는 드물고 아마 시야가 좋지 않기 때문에 발생했을 것이다. 큰꼬치고기는 반짝반짝 빛나는 물체를 먹잇감으로 착각할 수 있다. 큰꼬치고기가 사람을 공격하는 경우는 드물지만 물리면 열상이 발생하고 일부 조직이 손실될 수 있다. 큰꼬치고가는 낚시에 걸렸을 때 강한 힘싸움을 하기 때문에 레크리에이션 낚시의 인기 있는 표적이다. 하지만 그들은 잡힐 때 매운 냄새를 내는 것으로도 알려져 있고,  고기는 먹을 때 독성을 일으킬 수 있다.